# Aghlabidi
Gli Aghlabidi, o Aglabiti (in arabo الأغالبة‎?), furono all'inizio del IX secolo la prima dinastia musulmana autonoma all'interno del califfato abbaside. Costituirono anche un tentativo di dominazione araba su popolazioni berbere dell'Ifrīqiya.

## Storia
Il nome della dinastia deriva dal nome proprio dell'eponimo, al-Aghlab b. Sālim, un antico seguace di Abū Muslim, giunto nel 759 nell'Occidente islamico dalle natie regioni transoxiane al seguito di Muhammad b. al-Ashʿath.
Nel 765 al-Aghlab fu incaricato dal califfo abbaside al-Manṣūr di combattere i kharigiti ibaditi, diventando wālī (governatore) d'Ifrīqiya, ma stando alle cronache fu ucciso da una freccia nemica a Qayrawān, già nel 768.
Suo figlio Ibrāhīm aveva ricevuto un'ottima educazione tanto militare quanto umanistica e giuridica. Giunto nel distretto dello Mzab (attuale regione dell'Algeria) poco prima del 795, Ibrāhīm ne fu nominato governatore, col medesimo scopo di contenere le pericolose spinte eversive kharigite che si rifugiavano nelle regioni maghrebine più occidentali, lì dove non poteva giungere l'autorità e il braccio militare degli Abbasidi. Il califfo Hārūn al-Rashīd nominò poi nell'800 Ibrāhīm amīr ("emiro", "comandante") dell'Ifrīqiya, con autorità civile e militare e con amplissima autonomia decisionale per stroncare una volta per tutte il fenomeno del kharigismo nelle regioni sotto la sua diretta sovranità. Tale autonomia era di norma regolata da una delega (tafwīd), contenente un ʿahd, cioè un documento di nomina, ma spesso i margini dell'autonomia emirale erano assai ampi e compensati da un tributo. È questo il caso degli Aghlabidi, che in questo contesto, pur fedeli agli Abbasidi, ebbero modo di mettere in piedi una vera e propria dinastia.
Per garantire la necessaria continuità d'azione, il califfo dispose dunque la possibilità che Ibrāhīm e i suoi successori designassero in piena libertà da Qayrawān i loro successori, riservando a sé e ai suoi successori il diritto di veto sulle nomine, diritto che fu esercitato una sola volta, all'epoca in cui emiro diventò Ibrāhīm II che, deposte le vesti emirali, indossò i panni del combattente dirigendosi verso la Sicilia e la "Terra Grande", trovando tuttavia la morte sotto le mura della città di Cosenza.
Gli Aghlabidi s'impegnarono a versare un tributo agli Abbasidi per circa 40 000 dinar annui: introito che s'accompagnava per le esauste casse erariali califfali al risparmio di 100 000 dīnār, altrimenti da versare alla wilāya ("governatorato") d'Egitto da cui dipendeva Qayrawān, una parte delle quali sarebbe stato inevitabilmente destinato all'Ifrīqiya per le sue necessità militari.

### La spedizione in Sicilia
Sotto gli Aghlabidi fu organizzata nell'827 la spedizione (tramutatasi in conquista) che si diresse alla volta della Sicilia bizantina ma, se il pericolo kharigita fu tenuto convenientemente sotto controllo dai governanti di Raqqāda (la nuova capitale aghlabide nei pressi di Tunisi che sostituì Qayrawān), quello di maggior pericolo fu per lungo periodo ignorato o sottostimato. Gli ismailiti Fatimidi, indisturbati, ebbero infatti la possibilità di fare proseliti e di lanciare le operazioni che portarono alla rovina il regime emirale sunnita degli Aghlabidi.

### Declino
Il deterioramento dell'emirato si avviò sotto Abū l-Gharānīq Muḥammad II quando un potente esercito aghlabide fu annientato durante una grave rivolta di popolazioni berbere dell'ovest. L'aghlabide Abū Isḥāq Ibrāhīm II subì una pesante sconfitta da parte del tulunide al-ʿAbbās ibn Ṭūlūn (già ribellatosi al padre Ahmad ibn Tulun). La vittoria fatimide di Dār Mallūl aprì la stagione delle conquiste per i Fatimidi, seguita dall'ancor più nitida affermazione di Dār Madyān e dal definitivo trionfo di al-Urbus (19 marzo 909), cui seguì poco dopo la presa di Qayrawān da parte del dāʿī ismailita Abū ʿAbd Allāh. L'emiro aghlabide Ziyādat Allāh III b. ʿAbd Allāh si rifugiò in Egitto e l'Ifrīqiya passò sotto il controllo fatimide.

## Arte aghlabide
Si sviluppò intorno al IX secolo in Tunisia, divenendo una delle correnti dell'arte islamica abbaside maggiormente fiorente.
Gli Aghlabidi, si dimostrarono abili nella realizzazione di moschee, di fortificazioni militari, di palazzi, di ponti, di acquedotti.
I loro modelli costruttivi furono influenzati sia dall'arte abbaside, per quanto riguarda i rivestimenti ceramici di piastrelle e per l'uso degli archi spezzati, sia dagli Omayyadi per quanto riguarda l'uso della pietra al posto del mattone e per la progettazione di minareti quadrati.
Il più celebre esempio di architettura è senza dubbio la moschea aghlabide di Qayrawan, caratterizzata da un minareto a piani arretrati, sulla falsariga delle ziggurat, e da una sala di raccoglimento con pianta a T.
Anche nelle arti decorative gli Aghlabidi furono fortemente influenzati dagli Abbasidi, sia per la produzione della ceramica a lustro - conosciuta come "Samarra" e originaria di Baghdad - sia per gli intagli in legno e i motivi floreali di cui abbondarono i bassorilievi.

## Lista degliamīraghlabidi
1. Ibrāhīm b. al-Aghlab (800-812)
2. Abū l-ʿAbbās ʿAbd Allāh I (812-817)
3. Abū Muḥammad Ziyādat Allāh I (817-838)
4. Abū ʿIqāl al-Aghlab (838-841)
5. Abū l-ʿAbbās Muḥammad I (841-856)
6. Abū Ibrāhīm Aḥmad (856-863)
7. Ziyādat Allāh II (863-864)
8. Abū l-Gharānīq Muḥammad II (864-875)
9. Abū Isḥāq Ibrāhīm II (875-902)
10. Abū l-ʿAbbās ʿAbd Allāh II (902-903)
11. Abū Mudar Ziyādat Allāh III (903-909)